# Robert F. Murphy (antropolog)
Robert Francis Murphy (3. června 1924 v New Yorku – 8. října 1990 New Jersey) byl jedním z nejvýznamnějších amerických antropologů 20. století a profesorem na Kolumbijské univerzitě.

## Životopis
Robert Francis Murphy se narodil v New Yorku jako potomek irských přistěhovalců. V roce 1941 byl povolán k americkému námořnictvu. Po skončení války se vrátil do Spojených států a získal GI Bill of Rights, což mu umožnilo studovat na univerzitě. Byl přijat na Kolumbijskou univerzitu, kde získal magisterský titul a později i doktorát. V roce 1950 se oženil s Yolandou.
V sedmdesátých letech dostal smrtelný nádor v páteři a roku 1990 zemřel po těžkém závěrečném průběhu onemocnění ve svém domě v Leonii ve státě New Jersey.

## Dílo
- The Trumai Indians of Central Brazil (Monographs of the American Ethnological Society) (1955)
- Tappers and Trappers: Parallel Process in Acculturation (1956) Economic Development and Cultural Change 4.
- Matrilocality and Patrilineality in Mundurucu Society. American Anthropologist (1956) Vol. 58 (3:3): 414-433
- Mundurucu Religion (University of California Publications in American Archaeology and Ethnology) (1958)
- The Structure of Parallel Cousin Marriage (1959)
- Headhunter's Heritage: Social and Economic Change Among the Mundurucu Indians (1960)
- Social Distance and the Veil (1964)
- The Dialectics of Social Life: Alarms and Excursions in Anthropological Theory (1971)
- Robert H. Lowie (Leaders of Modern Anthropology) (1972)
- Evolution and Ecology: Essays on Social Transformation (1978, co-authored with Julian H. Steward and Jane C. Steward)
- American Anthropology, 1946-1970: Papers from the American Anthropologist (2002)[3]
- Women of the Forest (1974), společně s Jolandou.

České překlady
- MURPHY, Robert F. Umlčené tělo. Z anglického originálu Jana Ogrocká. Praha: Sociologické nakladatelství SLON, 2001. 188 s. ISBN 80-85850-98-2.
- MURPHY, Robert F. Úvod do sociální a kulturní antropologie. Z anglického originálu Cultural and Social Anthropology. An Overture přeložila Hana Červinková. Praha: Sociologické nakladatelství SLON, 2001. ISBN 80-86429-25-3.